# Parafia św. Józefa Robotnika w Godowie
Parafia pw. św. Józefa Robotnika w Godowie – parafia rzymskokatolicka w dekanacie gorzyckim.

## Historia
W sprawozdaniu z poboru dziesięciny papieskiej z lat 1335–1342 w diecezji wrocławskiej na rzecz Watykanu sporządzonego przez nuncjusza papieskiego Galharda z Cahors wśród 7 parafii archiprezbiteratu w Żorach wymieniona jest parafia w miejscowości Gdow, czyli Godowie. Godów musiał uiścić 5 skojców zaległości. Została również wymieniona w spisie świętopietrza sporządzonym przez archidiakona opolskiego Mikołaja Wolffa w 1447 pośród innych parafii archiprezbiteratu (dekanatu) w Żorach pod nazwą Godaw.
Od 1592 do 1970 r. parafia należała do dekanatu wodzisławskiego. W 1970 r. weszła w skład dekanatu gorzyckiego do którego nadal należy.